# Casa Grande (Ayamonte)
La casa Grande es un edificio histórico situado en el municipio español de Ayamonte, en la provincia de Huelva, comunidad autónoma de Andalucía. Fue mandada construir por Manuel Rivero González hacia 1744. Se encuentra ubicada en el número 37 de la calle Huelva, en el casco histórico de Ayamonte.

## Descripción
Se trata de una casa señorial con fachada realizada en sillería de piedra ostionera, grandes ventanales y balconada, típica de la meseta castellana o Extremadura, e influenciada por las construcciones que los llamados indianos, o habaneros, construían en Cádiz, con el dinero hecho en las Indias occidentales.

## Historia
Construida en el siglo XVIII, fue residencia habitual de la familia. Consta de múltiples habitaciones abiertas a un patio central, e incluso caballerizas. El inmueble estuvo habitado entre 1745 y 1977, fecha esta última en que quedó abandonado. En 1996 el Ayuntamiento de Ayamonte adquirió la propiedad a la familia Solesio ―descendientes de Rivero― y procedió a restaurar el edificio, convirtiéndolo en Casa de Cultura del municipio. Para ello fue dotado de un salón de actos y numerosas salas de exposiciones. Se abrió con estas nuevas funciones en enero de 1999.

## Contenido
La Casa, además de albergar las dependencias administrativas del Área de Cultura, es la sede de la Biblioteca Pública Jiménez Barberi, cuenta con auditorio multifuncional con capacidad para 161 espectadores dotado de medios técnicos para teatro y conciertos e incluso un piano de cola, en la casa hay también diversas salas de exposiciones temporales y otras destinadas a la colección permanente del rico patrimonio artístico del municipio. Puede contemplarse desde pintura flamenca del siglo XVI hasta obras actuales. Destaca por su peculiaridad la Sala de las Tinajas, antiguo almacén de víveres para los barcos de Rivero donde pueden apreciarse en el suelo enormes recipientes en los que se debían guardar las provisiones para la flota. 